# 卡特屋

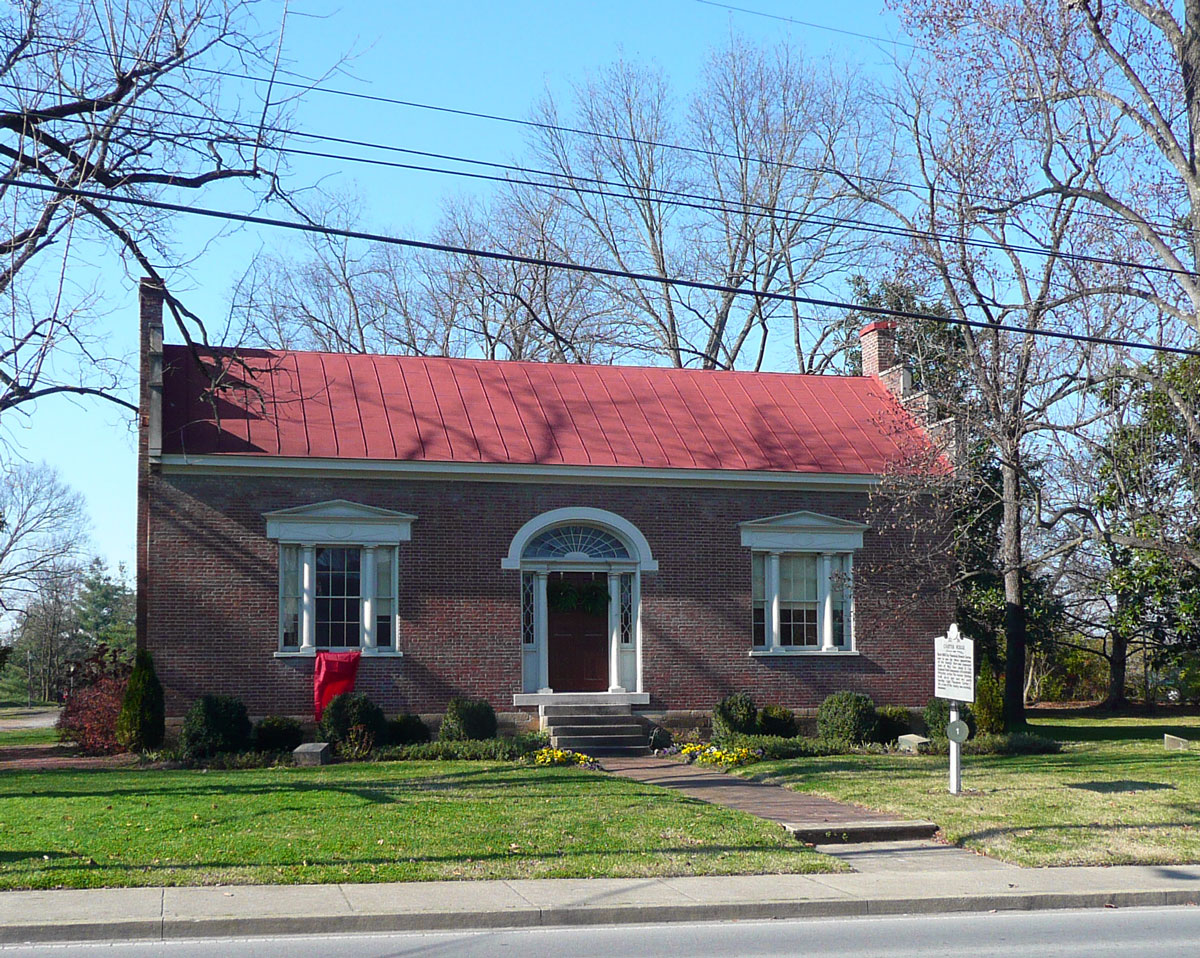
卡特屋正面外观

卡特屋（Carter House），是位於美國田納西州富林克林的一棟歷史建築，卡特家族成員在1864年的第二次富蘭克林戰役中躲藏於其地下室。
卡特屋是由芳騰·布蘭奇·卡特（Fountain Branch Carter）建成於1830年。美國內戰期間曾是南北兩方的邊界，並目睹了田納西州歷史中最血腥的戰役，因此現在是當地最重要的歷史建築。

## 第二次富林克林戰役
一如其他田納西州的居民，卡特的一家人在內戰期間是支持南方政府的。當聯邦軍隊在附近駐守時，除了已經參軍的兒子托德·卡特外，一家人都躲在地下室。
後來約翰·胡德（John Bell Hood）率領田納西軍團，企圖把北軍趕出該州，其中包括了指揮田納西州第二十步兵團的托德·卡特。他出發前對兵士們說“我快要回家了！”。但戰役開始後不久，卡特的馬被砲彈擊傷，然後他又被9顆子彈擊中，因此倒下，離家還有175碼遠。戰後，其父在戰場上把他抬回家，數日後托德·卡特死於家中。

## 現在
托德‧卡特的故事是田納西州最著名的一個，而卡特屋的外牆仍舊保留了當年的子彈痕跡。卡特屋附近的麥佳富墓（McGavock Cemetery）埋葬了約1,500名南軍。現在當地設有博物館和遊覽團。

## 外部連結
- 卡特屋資料